# Al-Jamun
Al-Jamun (arab. اليامون) – miasto w Autonomii Palestyńskiej (północny Zachodni Brzeg, muhafaza Dżanin). Według danych oficjalnych na rok 2007 liczyło 16 188 mieszkańców.